# 枫桥大庙
枫桥大庙位于中国浙江省绍兴市诸暨市枫桥镇和平路，为奉祀当地船工杨俨的庙宇，明嘉靖时敕封杨俨为护国保民紫薇侯，并建紫薇侯庙，后几经扩建，香火日盛，遂称大庙。现存建筑建于清代晚期，中轴线依次为门厅五间（北侧出方形戏台一间）、中厅五间（南侧出抱厦三间，前后屋面勾连搭）和后厅三间，门厅两侧有钟、鼓楼，中厅前有厢房各八间，后厅两侧有耳房各三间，前有厢房各三间，戏台设有圆形穹窿藻井。大庙在抗战期间曾用作枫桥区区署，1939年3月31日周恩来视察浙东防务时途经枫桥，曾在大庙戏台上向各界民众作抗日救国演讲。 　